# Cesarino Niccolai
Cesarino Niccolai (Empoli, 14 luglio 1918 – 8 febbraio 2005) è stato un politico italiano.

## Biografia
Esponente del Partito Comunista Italiano, dal 1959 al 1968 fu consigliere comunale a Empoli.
Rivestì la carica di deputato per due legislature, venendo eletto alle politiche del 1968 (9.959 preferenze) e alle politiche del 1972 (15.902 preferenze). Terminò il mandato parlamentare nel 1976.
Morì all'età di 86 anni nel febbraio del 2005.